# Малютинська сільська рада
Малютинська сільська рада — адміністративно-територіальна одиниця у Пирятинському районі Полтавської області з центром у c. Малютинці.
Населення — 753 особи.

## Населені пункти
Сільраді були підпорядковані населені пункти:
- c. Малютинці

## Географія
Територією сільради протіка річка Оржиця.

## Населення
Згідно з переписом УРСР 1989 року чисельність наявного населення сільської ради становила 900 осіб, з яких 403 чоловіки та 497 жінок.
За переписом населення України 2001 року в сільській раді мешкало 739 осіб.

### Мова
Розподіл населення за рідною мовою за даними перепису 2001 року:
| Мова       | Відсоток |
| ---------- | -------- |
| українська | 97,74 %  |
| російська  | 2,12 %   |
| білоруська | 0,13 %   |